# Трахт

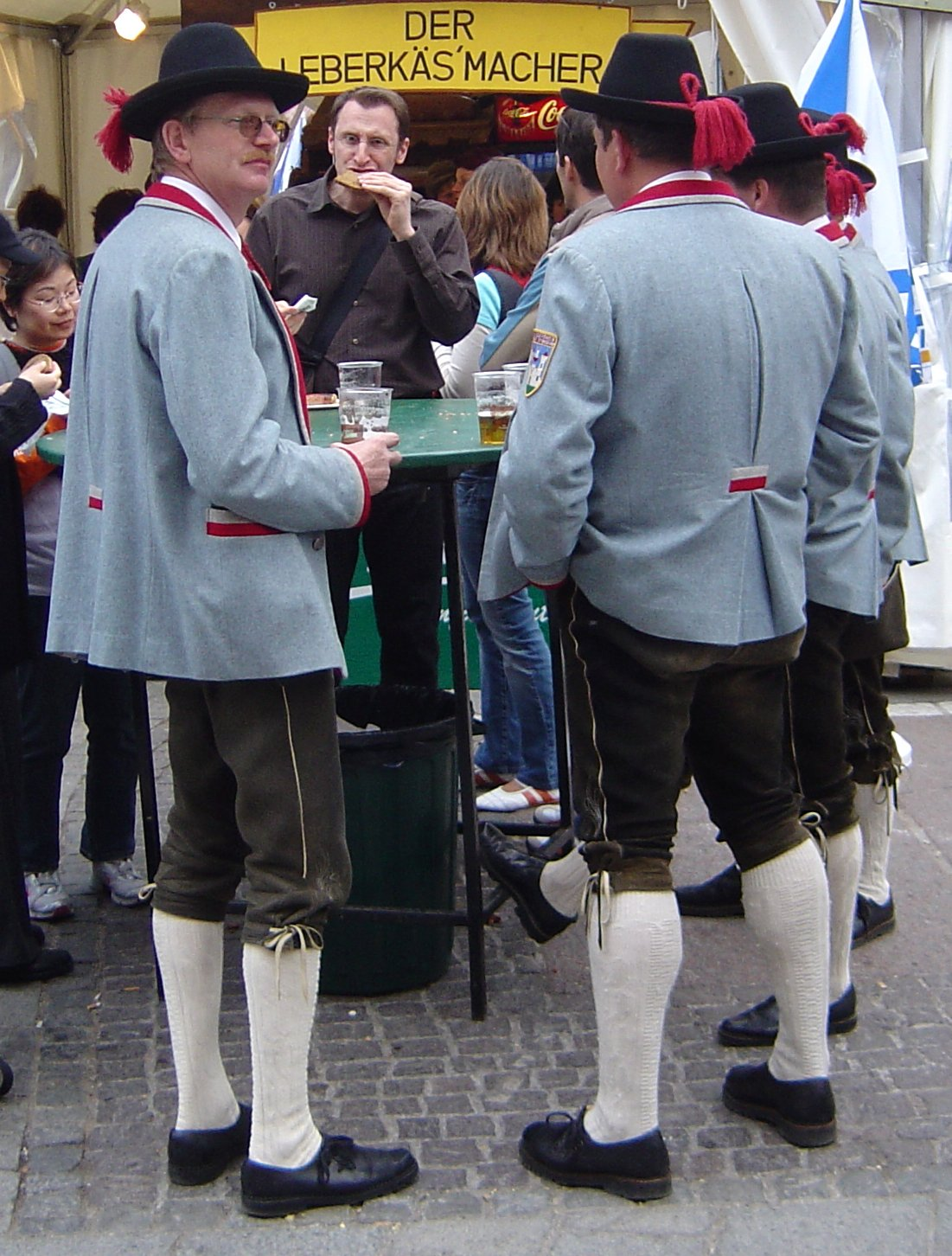
Участники австрийской фольклорной группы в народных костюмах

Трахт (нем. Tracht) — традиционный национальный костюм в немецкоговорящих странах. Несмотря на то, что во всём мире чаще всего ассоциируется с австрийским и баварским костюмами, он распространён практически на всей территории Германии и на территории Лихтенштейна. В последнее время наблюдается повышение интереса к трахту.
Помимо региональных различий народного костюма, наиболее ярко выраженных, трахту присуща дифференциация и по профессиональному признаку: например, свою самобытную одежду носили рыбаки, пастухи, корабельщики.

## История
Немецкий народный костюм начинает складываться в XVI—XVII веках, окончательно оформившись к XIX веку. Австрийский и швейцарский народные костюмы также известны по образцам XVIII—XIX века.
История немецкого народного костюма отражает социальную дифференциацию немецкого общества Средних веков и Нового времени. Многочисленные указы, как и государственные, так и местные, определяли внешний вид одежды для каждого сословия. Дорогие ткани, меха, определённые цвета и покрои одежды были привилегией высших сословий и, соответственно, были запрещены для простолюдинов. В большинстве своём подобные сумптуарные указы были отменены в конце XVIII — начале XIX века. Во второй половине XVIII-го века народные костюмы немецкоязычных земель отличались разнообразием и богатой цветовой гаммой.
В конце XVIII века в Австрии зарождается движение за сохранение народного костюма, в начале следующего столетия народную одежду начинают носить и в высших классах. Охотничьей одеждой придворных егерей служил народный костюм.
В XIX веке, в связи с отменой законов об ограничении на одежду, усиливается влияние городского костюма, на мужской костюм влияет в том числе и военная форма. Таким образом, чисто деревенские черты мужского костюма утрачиваются. Складываются региональные варианты профессионального костюма горняков-рудокопов, а также городских рабочих и ремесленников (собственный костюм был даже у трубочистов), нередко объединявшиеся в подобие средневековых цехов ввиду длительного сохранения в Германии феодальных пережитков.
Во второй половине XIX века в Австрии начинают создаваться объединения по сохранению и популяризации традиционного образа жизни, в том числе и народного костюма. В конце XIX и начале XX века вышел ряд этнографических исследований народного костюма, также имевших и практические цели в виде обновления народного костюма и создание новых форм одежды и использованием традиционных элементов. Аналогичные мероприятия проводятся и в Германии, публикуются научные труды по этнографии и истории, в которых даются подробные описания народных костюмов и иллюстрации к ним. В начале же XX века народный костюм начинает выходить из употребления, вытесняясь городской одеждой.
Взлёт популярности немецкий народный костюм приобрёл в Третьем Рейхе, однако после поражения во Второй мировой войне этот интерес быстро угас, поскольку ассоциировался с гитлеровским режимом. К середине XX века народный костюм в быту носили только в Шварцвальде, Шаумбург-Липпе и Гессене. Однако к настоящему времени немецкий народный костюм возвращает свою былую популярность. Народные костюмы широко используются ансамблями народной музыки, но большинство немцев надевают его только по праздникам, лишь в Баварии некоторые носят народный костюм в быту. Также по праздникам свою традиционную одежду носят представители городских рабочих субкультур и горняки. Та же тенденция наблюдается и в Австрии (к середине XX века народный костюм сохранялся в некоторых районах Штирии, в Бургенланде и Каринтии, главным образом носился по праздникам), хотя тирольский костюм отчасти ещё сохраняется в качестве повседневной одежды и в Швейцарии (в частности, мужской аппенцелль-иннерроденский костюм все ещё продолжает носиться по праздникам).
В настоящее время в Германии сохранением народного костюма занимаются музеи, а также специальные центры.

## Ткани
Было известно изготовление набивных тканей.

## Цветовая гамма

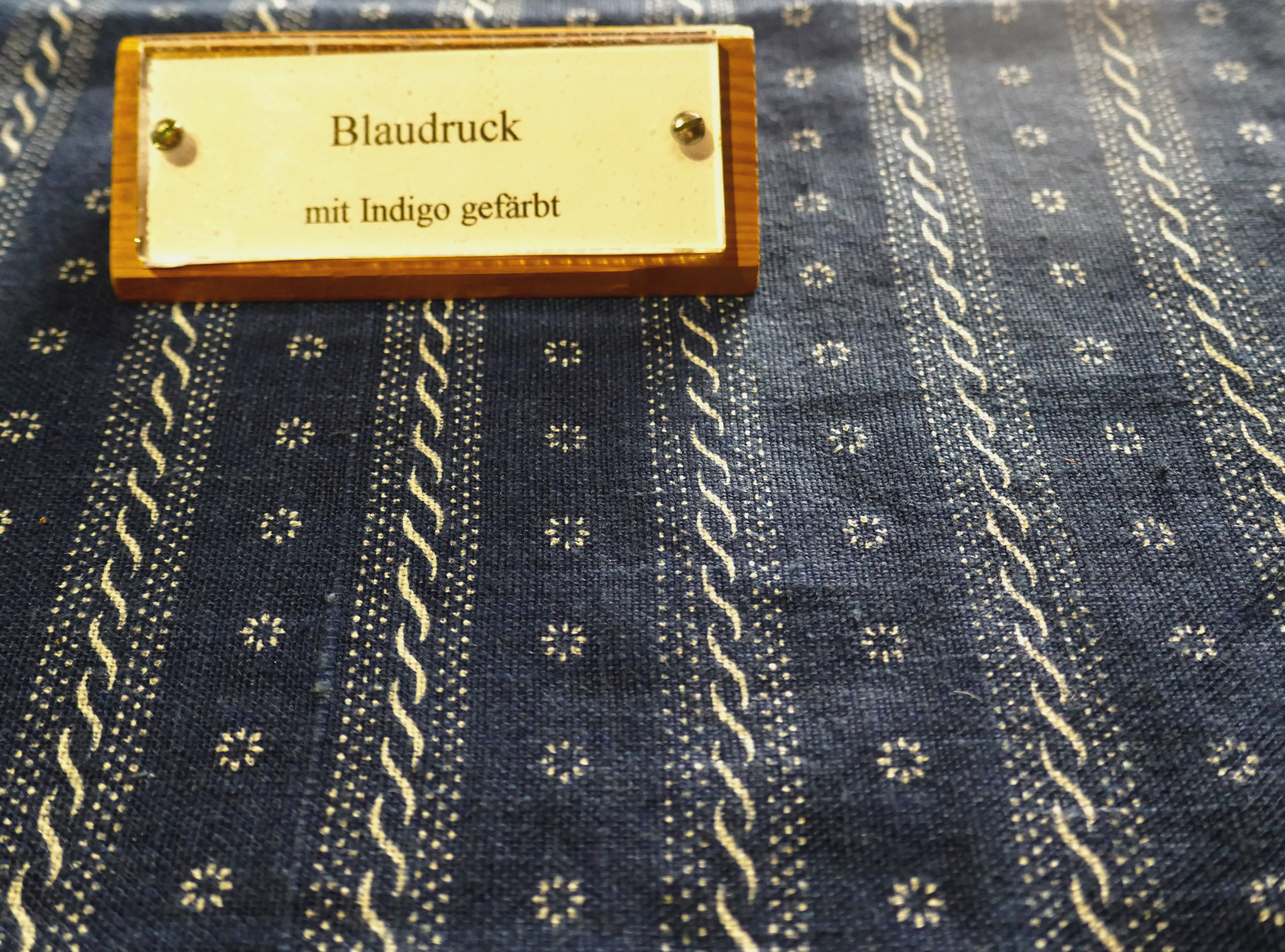
Ткань, открашенная блаудруком с помощью индиго, Австрия

Ещё в XVI столетии немецкая крестьянская одежда отличалась красочностью: присутствовали красный, зелёный, коричневый и реже синий цвета. Местами под влиянием испанской моды распространилась чёрная одежда. С XVIII века типичным становится преобладание в одежде одного цвета.
Окрашивание в синий цвет издревле происходило с помощью красителей из вайды. В XVIII-XIX веках использование вайды сильно сократил повышенный ввоз другого красителя — индиго. Традиционный немецкий и австрийский промысел окрашивания тканей с помощью индиго — блаудрук, с 2016 года входит в каталог Общенационального нематериального культурного наследия Германии.
Как и в случае национальных костюмов многих народов мира, в случае с костюмами немецкоязычных стран цветовая гамма зависит в том числе и от возраста носителя. Одежда молодых была более яркой, а пожилых — более тусклой и тёмной. Так, в некоторых областях Германии молодёжь предпочитала одежду красного цвета, а старики — красного и зелёного.

## Основные элементы

### Мужской костюм
- Рубаха (нем. Hemd) — в её основе лежит примитивная форма одежды (нем. Bruttsuch) из двух кусков, закрывающих спину и грудь и скрепленных на плечах и под мышками. Рукава обладали четырёхугольными ластовицами под мышкой. На юге Германии, подражая ренессансной моде, вокруг ворота было принято делать складки[13].
- Штаны (нем. Hose) — в большинстве своём бытовавшие и ныне бытуемые варианты восходят к XVIII-XIX веку. Держались поясом или подтяжками (особые подтяжки носились с штанами из кожаной шкуры)[13]. С XIX века в народный костюм входят длинные штаны, появившиеся после Великой Французской революции 1789 года[14]. В прибрежных районах Германии (например, на острове Рюген) носили архаичные штаны простого покроя на завязках-очкурах и с широкими штанинами. В Саксонии, Альтенбурге (Тюрингия) и Мистельгау (Верхняя Франкония) с XVI по XIX века шились короткие кожаные или шерстяные штаны со множеством сборок и складок у низа и пояса[13].
- Безрукавка — доходила до бёдер, на юге Германии была преимущественно красной. Покрой имела тот же, что и у рубахи, однако надевалась под неё и застёгивалась под плечом.
- Жилет (нем. Weste) — заменил безрукавку в качестве нагрудной одежды[14].
- Китель — имел тот же покрой, что и рубаха. Вплоть до середины XX века покрой почти не изменялся [14].
- Куртка (нем. Rock, Jappe, Jacke, Kamisol, Joppe) — по покрою была схожа с жилетом, служила верхней одеждой деревенской молодёжи[14].
- Сюртук (нем. Gehrock) — проник в народный костюм после 1850 г., носился по праздникам, был длиннополым и приталенным[14].
- Котцен (нем. Kotzen) — плащ типа пончо, представляющий собой квадратный кусок несшитой материи (сукна) с отверстием для головы. Носился альпийскими пастухами и в Германии, и в Австрии[3][14].
- Чулки — шились из полотна, были белого, серого или синего цветов. Ещё в XVIII веке бытовали повсеместно, в некоторых случаях составляли единое случае со штанами[13].
- Шейный платок (нем. Halstuch).

### Женский костюм
- Рубаха — отличалась от мужской длиной. Древнейшим типом женской рубахи является рубаха на лямках (нем. Achselhemd), поверх которой надевали верхнюю рубаху того же покроя[14].
- Корсаж, лиф (нем. Mieder) — вместе с юбкой появился как отдельный элемент одежды в XVI веке[13]. Мог застёгиваться на пуговицы или зашнуровываться, обладал широким вырезом[14]. Также мог вышиваться[13].
- Юбка (нем. Rock) — в большинстве немецких областей юбки были длиной до «высоты от земли пивной кружки» (около 27 см), лишь в Швальме и Альтенбурге юбки были короткими, доходя до икр или колен. Передняя часть юбки, закрывавшаяся фартуком, изготовлялась из более дешёвой материи. Помимо однотонных юбок, во всех землях широкое распространение получили юбки в узкую вертикальную полоску всевозможных цветов. В XIX веке в некоторых областях (например, в Швальме) были распространены нижние юбки, носившиеся в несколько слоёв таким образом, чтобы одна была видна из-под другой (таким же образом носили и рубахи), их количество указывало на материальное состояние обладательницы.
- Передник — рабочий шился из дешёвого материала синего цвета или в полоску, праздничный шился из дорогих тканей и, помимо этого, отличался цветом и вышивкой.
- Кофта — верхняя одежда.
- Плащ — также служил верхней одеждой, шился из льна.
- Шаль — набрасывалась на плечи, закрывая вырез корсажа (для этой цели также использовались различные вставки и нагрудники).

### Головные уборы
- Колпак (нем. Mütze) — шерстяная (порой вязаная) шапка конусовидной формы с помпоном или кисточкой на конце. Изготовлялась из льняной пряжи или шерсти[14]. Поверх колпака надевали шляпу. Как элемент национального костюма является атрибутом Немецкого Михеля — персонажа-персонификации Германии и немецкого народа.
- Шляпа (нем. Hut) — один самых популярных мужских головных уборов, во многих местах их носили и женщины. Форма шляп, как и других головных уборов, сильно варьировалась в зависимости от места[15]. В XVIII веке под влиянием городской моды распространились треуголки и двууголки. С 1840-х годов, подражая бюргерам, крестьяне стали носить по праздникам цилиндры[14].
- Меховая шапка — распространилась в XVIII-XIX веках, обладала цилиндрической формой, под влиянием формы гусар стала высокой[16].
- Картуз с козырьком и плоским дном — получил распространение после 1813 года, особенно в Пруссии[14].
- Чепец и косынка — основные женские головные уборы[17]. Чепец был головным убором замужних женщин. Дно чепца и его ленты украшались вышивкой. Нередко поверх чепцов надевались другие головные уборы, вроде соломенных шляп[12].
- Венец — девичий и женский головной убор в виде короны, связанный со свадебными и похоронными обрядами. Свадебная корона изготовлялась из цветов, проволоки, лент, которые переплетались с волосами. Также венцы надевали на покойниц, скончавшихся от родов, а также умерших девушек и молодых замужних женщин; данная практика связана с представлениями о свадьбе мертвеца[12]. У сибирских немцев она приняла самобытную форму, выражавшуюся в т. н. «свадьбе мёртвых» (нем. Totenhochzeit) — скончавшуюся девушку или женщину, не состоявшую на момент смерти в браке, во время похорон «выдавали замуж» за скончавшегося неженатого юношу или мужчину. Обеих «участников» обычая одевали по свадебному — «невесту» в свадебное платье, венок (нем. Rosenkranz) и фату, а на лацкане пиджака «жениха» — украшение из цветов и лент (нем. Strauss). Что характерно, данный обычай распространялся на усопших обоего пола в не зависимости от возраста, «женить» могли в том числе и умерших маленьких детей и старых девок. Обычай «свадьбы мёртвых» продержался среди немцев Сибири до конца XX века, если не практикуется и по сию пору[18].

### Обувь
- Башмаки — с XVI века носили кожаные башмаки с язычком[13]. В XIX веке обладали пряжками или вырезом[19]. Мужские и женские башмаки конструктивно не отличались[15].
  - Деревянные башмаки (нем. Holzschuh) — носились до середины XX века в северной Германии: в низовьях Рейна и болотистых районах Вестфалии[13].
- Туфли
- Сапоги — носились мужчинами по всей Германии (кроме Альп)[13] и в равнинной Австрии[20]. В XVIII веке появились прямые сапоги с кожаными голенищами[13].
- Тапочки — служили домашней обувью, выполнялись как и виде шлёпанцев без задника, так и в виде закрытых чувяк.
- Калоши с деревянными подошвами и кожаным верхом — возникли в результате эволюции патенов — средневековой уличной обуви, представлявшей собой деревянные сандалии с кожаными ремешками.

## Региональные варианты

### Южные регионы Германии

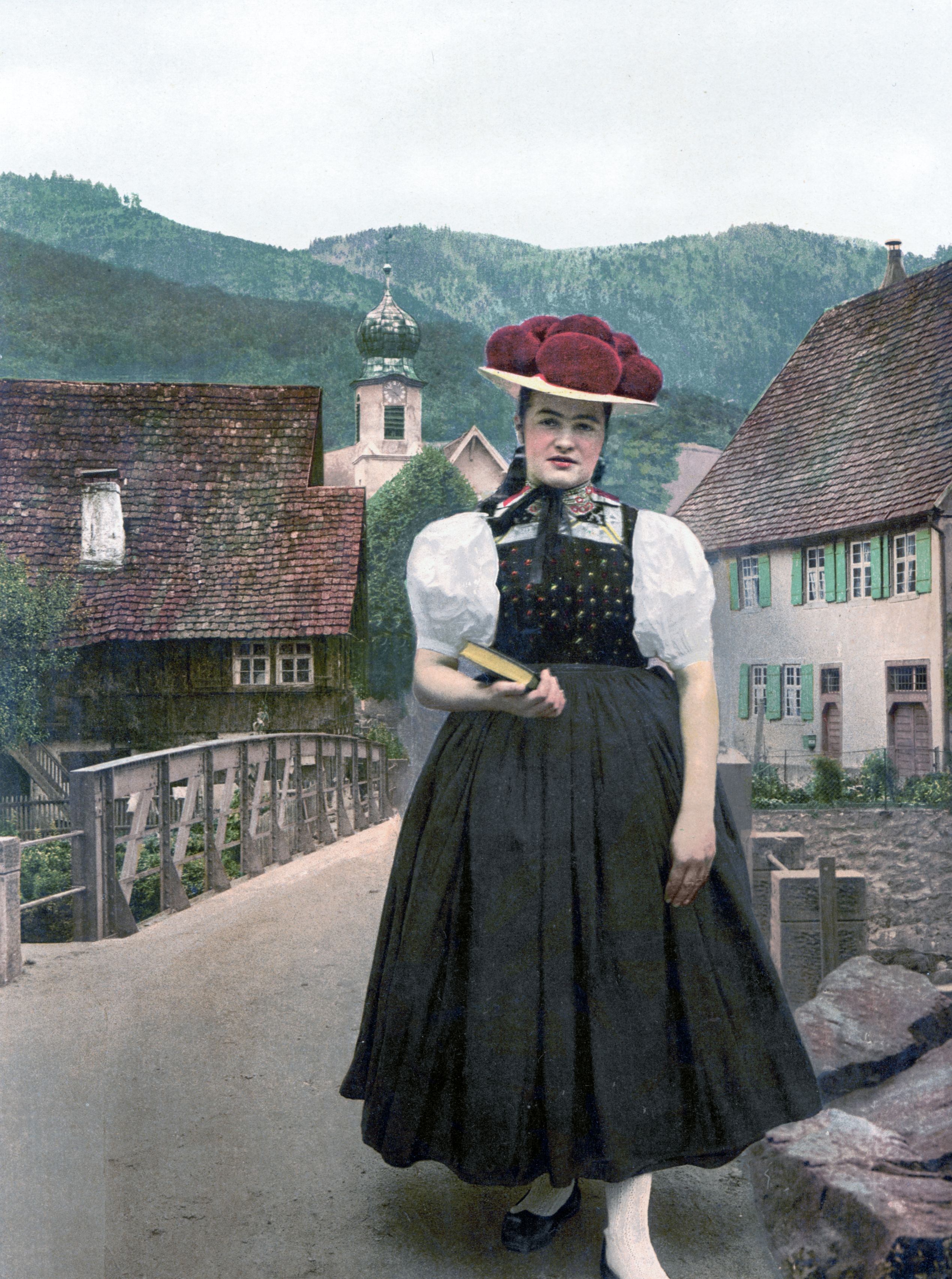
Трахт Гутаха (Шварцвальд), открытка около 1900 года.
Красный цвет помпонов на головном уборе означает, что это незамужняя девушка

Трахт Южной Германии и Австрии стал основой совершенно нового стиля моды, названного стиль усадьбы (нем. Landhausmode). Стиль «Landhausmode» появился под влиянием костюмов крестьян, сельских и деревенских жителей, и характеризуется использованием льна и вышивки, является аналогом североамериканского стиля одежды вестерн. Существует взаимосвязь между стилем одежды «Landhausmode» и стилем музыки «Alpenrock» (стиль рок-музыки на основе традиционных альпийских песен), такая же взаимосвязь существует между стилем одежды вестерн (англ. Western wear) и стилем музыки кантри (англ. Country Music).
Пастухи юга Германии носили конусовидные шляпы из трута и кожи. Подобные шляпы весьма архаичны, их можно проследить вплоть до XIII в. Женские шляпы в альпийских областях от мужских не отличались.

#### Бавария
Верхнебаварский трахт является самым известным региональным вариантом немецкого народного костюма. Одним из его главных элементов являются кожаные шорты ледерхозе, удерживаемые на подтяжках. Он употребляется и в наши дни, хотя в быту его носят очень немногие. Несколько упрощённый его вариант также носят и не-баварцы. В России, в частности, он используется как форма официантов в ресторанах «Максимилианс». Своей самобытностью отличается костюм Нижней Баварии, например, исторической области Франкония.

#### Шварцвальд
Характерной и самой узнаваемой чертой женского шварцвальдского трахта является соломенная шляпка с шерстяными помпонами (нем. Bollenhut), носившуюся в районе Гутаха, Райхенбаха (под Хорнбергом) и Кирнбаха с 14-летнего возраста, до этого девочки носили чёрный чепчик. Помпоны, изготовлявшиеся вручную, могли весить до 2 кг. Помпоны красного цвета были на шляпах незамужних девушек, а чёрного — у замужних женщин. Старухи ограничивались чепцом. Помимо неё, в разных районах Шварцвальда бытовали разнообразные шляпы и чепцы. Составной частью трахта в Шуттертале и Мюленбахе был чепец (нем. Goldhaube), украшенный золотным шитьём.
В Титизе женским и девичьим головным убором был чёрный чепец с широкими лентами, завязывающимися бантом под подбородком, и длинными широкими лентами, спускающимися на спину. Ленты и дно чепца вышивались. С второй половины XIX века размеры чепца увеличились.

#### Швабия
По расцветке женские костюмы области Вюртемберг были более сдержанные, нежели из других областей. Женский трахт, помимо рубахи, состоял из юбки, передника и короткого, до талии, жакета, бывшими одного серо-голубого цвета. Жакет и юбка плотно прилегали друг к другу, создавая ощущение единого комплекса в виде платья. В контраст на плечи набрасывали цветную шаль, повязавшуюся сверху таким образом, что концы шали, перекрещиваясь на груди под жакетом, завязывались сзади на спине. Мужской костюм Вюртемберг состоял из полотняной рубахи с отложным воротником, шейного плата, коротких, до колен, штанов в сочетании со светлыми чулками; жилета, плотно облегающей куртки (диал. нем. Warms), обувью служили кожаные башмаки с пряжками. На голове носили широкополую шляпу с невысокой, круглой тульей.
Один из самых узнаваемых элементов мужского трахта Швабского Альба служила синяя рабочая блуза (нем. Blauhemd), также носившаяся и в быту.
Женским головным убором служил чепец с кружевами и лентами-завязками, закрывавшими щёки.

### Центр Германии

#### Тюрингия
Верхней женской одеждой служил плащ с воротом, заканчивавшимся воланом. Им мать закрывала ребёнка. Платок повязывался в виде тюрбана. В Альтенбурге головному платку придавали особую форму при помощи каркаса, а также в качестве головного убора носили меховую или шерстяную шапку сферической или цилиндрической формы (также известную и в Верхней Баварии). Кроме того, в Альтенбурге был известен и тюрбанообразный головной убор с металлическими украшениями. Сходный головной убор был известен и у лужичанок под названием «борта» (в.-луж. и н.-луж. borta).

#### Гессен
Базовым элементом женского костюма служила рубаха с широкими рукавами, сосборенными по окату и у запястья, с прямым воротником-стойкой и небольшим разрезом на груди. Поверх неё надевали несколько нижних юбок и верхнюю, по низу которой проходила полоса; и корсаж (нем. Leibchen, Mieder) с глубоким вырезом и шнуровкой спереди. Длина юбок доходила до икры, на 10-12 см короче рубахи. Под шнуровкой корсажа на груди фиксировался нагрудник (нем. Brustsmuck), украшенный вышивкой, а иногда и бисером и блёстками. На голове носили чепцы, закрывавшие всю голову или только затылочную часть. Существовали чепцы как и на жёсткой основе, так и без неё, вышивавшиеся разноцветными нитями или бисером. В Швальме женский головной убор представлял собой маленькую овальную шапочку с вышитым верхом и двумя развевающимися лентами (нем. Betze).
В гессенском Хинтерланде женщины носили полусапожки. Женская кофта обладала рукавами из чёрного сукна с украшением в виде цветной подкладки и каймы. Девушки из Бад-Нендорфа поверх рубахи с короткими рукавами надевали плотно облегающий жакет с узкими рукавами такой же длины.

#### Саксония
Саксонский китель был белым, доходившим до колен. Такой же вид китель имел в Тюрингии, Ганновере, Вестфалии, Рейнланде, Гессене, Франконии, Швабии и французском Эльзасе. В XIX веке он стал короче и синего цвета.
Одежду, схожую с саксонской, носили и мужчины-лужичане Саксонии.

#### Бранденбург
Немцы-крестьяне из окрестностей Лебуса/Любуша носили длинные узкие штаны, заправлявшиеся в сапоги. Одежда бранденбургских мужчин-лужичан также была схожа с немецкой в этой области.

### Северная Германия

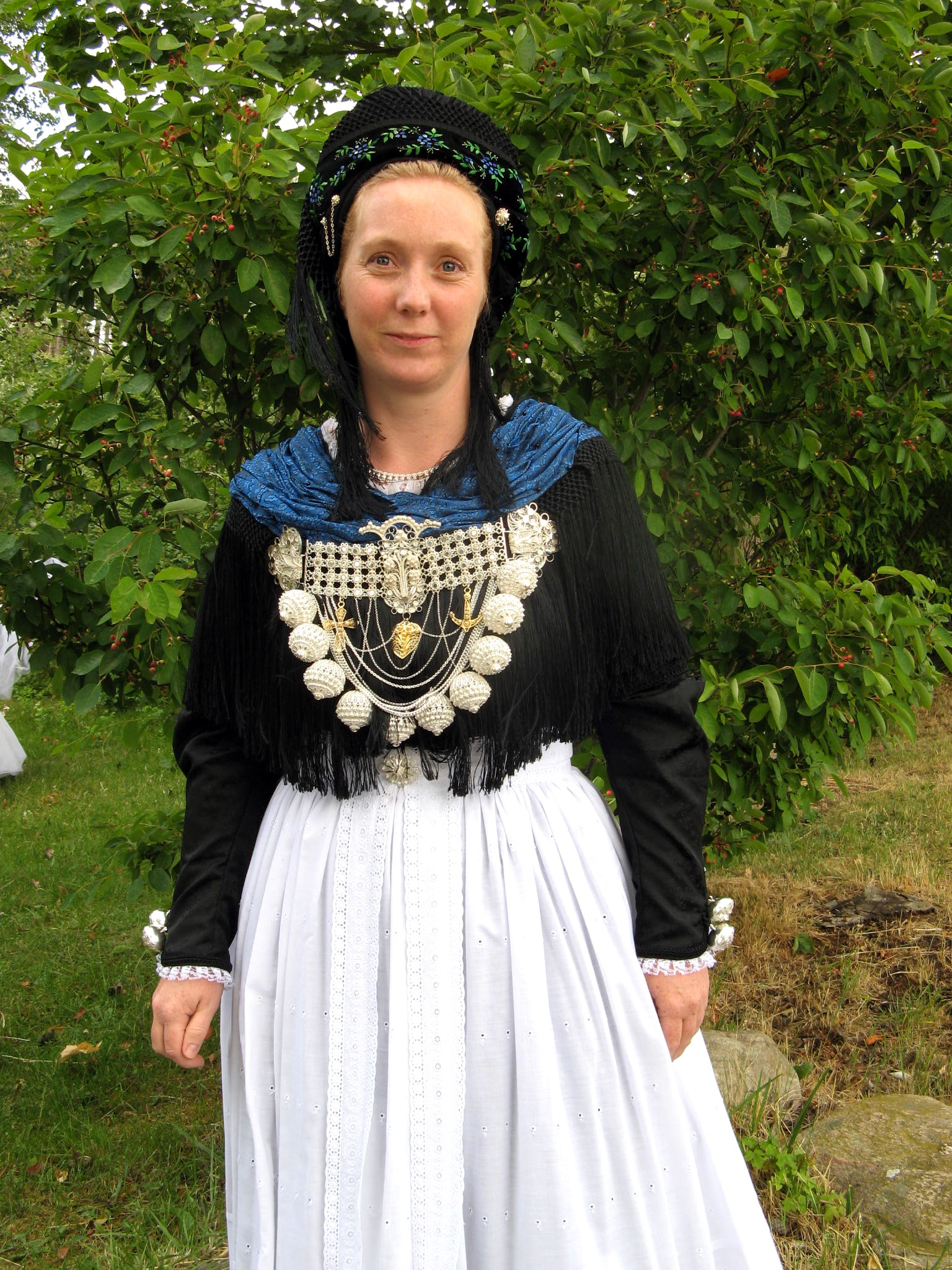
Фризский трахт с острова Амрум в Северном море

В северной части Германии наиболее распространёнными являются «Фризский трахт» (нем. Friesen Tracht) и «трахт Финкенвердер» (нем. Finkenwerder Tracht). Фризский трахт богато украшен бисером и вышивкой. Отделка костюма была признаком богатства и социального статуса крестьянки. В прежние времена он готовился к свадьбе и являлся частью приданого невесты. Этот костюм иногда надевают на свадьбы. Финкенвердерский трахт — традиционный костюм коренных жителей островов на реке Эльбе. Его носят в местной фольклорной группе Finkwarder Speeldeel  (англ.). Тёмно-синие футболки с длинными рукавами и белыми полосками очень популярны в Северной Германии как повседневная одежда.

#### Шаумбург-Липпе
В районе Шаумбург на территории современной федеральной земли Нижняя Саксония распространены четыре региональных варианта народного костюма: бюккебургский трахт, линдхорстский трахт, и трахт коммуны Апелерн, носимый только в этой самой коммуне. Также к шаумбургским трахтам относят костюм бывшей деревни Фрилле, ныне района в составе города Петерсхаген, находящегося в Северном Рейне-Вестфалии, но неподалёку от границы с Нижней Саксонией. Особенностью женского шаумбургского костюма является сборчатый воротник наподобие испанских воротов-фрез XVI века и короткий ворот (нем. Goller), носившийся в качестве нагрудного плата (концы завязывались под мышками), украшавшийся вышивкой и также заимствованный из моды XVI века. Женский выходной костюм из окрестностей Линдхорста состоит из льняной рубахи со сборчатым воротником (в современных экземплярах он чаще съёмный, нежели пришитый изначально) и рукавами до локтей, нижней юбки (иногда она может обладать лифом и таким образом больше походить на другую рубаху или платье) различных цветов и с чёрными каймами по краю, кофточки-капота (нем. и н.-нем. kaputt) с рукавами до локтя, к краям которых пришита широкая лента, а также могут прикрепляться накрахмаленные кружевные манжеты; корсажа-лифа (нем. Bostdauk) (надеваемого под капот, если у нижней юбки нет лифа) с высоким вырезом и небольшим пластроном, застёгивающимся спереди на пуговицы; вязаных наручей (нем. Hanschen), обычно с вплетённым бисером разных цветов, передника и тяжёлой шерстяной юбки красного цвета с широкой узорчатой каймой по подолу (повседневная юбка по виду не отличалась от нижней юбки для более формальной одежды). Для более обычных случаев, но также на выход, на плечи набрасывали шерстяную шаль (нем. Dauk), опоясывались особым поясом (нем. Bandeliere), а на груди повязывался шёлковый передник с широкой кружевной полосой чёрного цвета по подолу. По праздникам женщины носили кружевные накрахмаленные и присборенные воротники (нем. Hälschen), похожие на повседневные.

#### Гамбург
Гамбургские плотники широкие бархатные брюки, бархатную же куртку с перламутровыми пуговицами и большую шляпы с опущенными полями. Показателем состоятельности служили серьга и т.н. «берлинский» носовой платок из набивной ткани.
Этот костюм и сейчас используется в качестве праздничного.

### Австрия

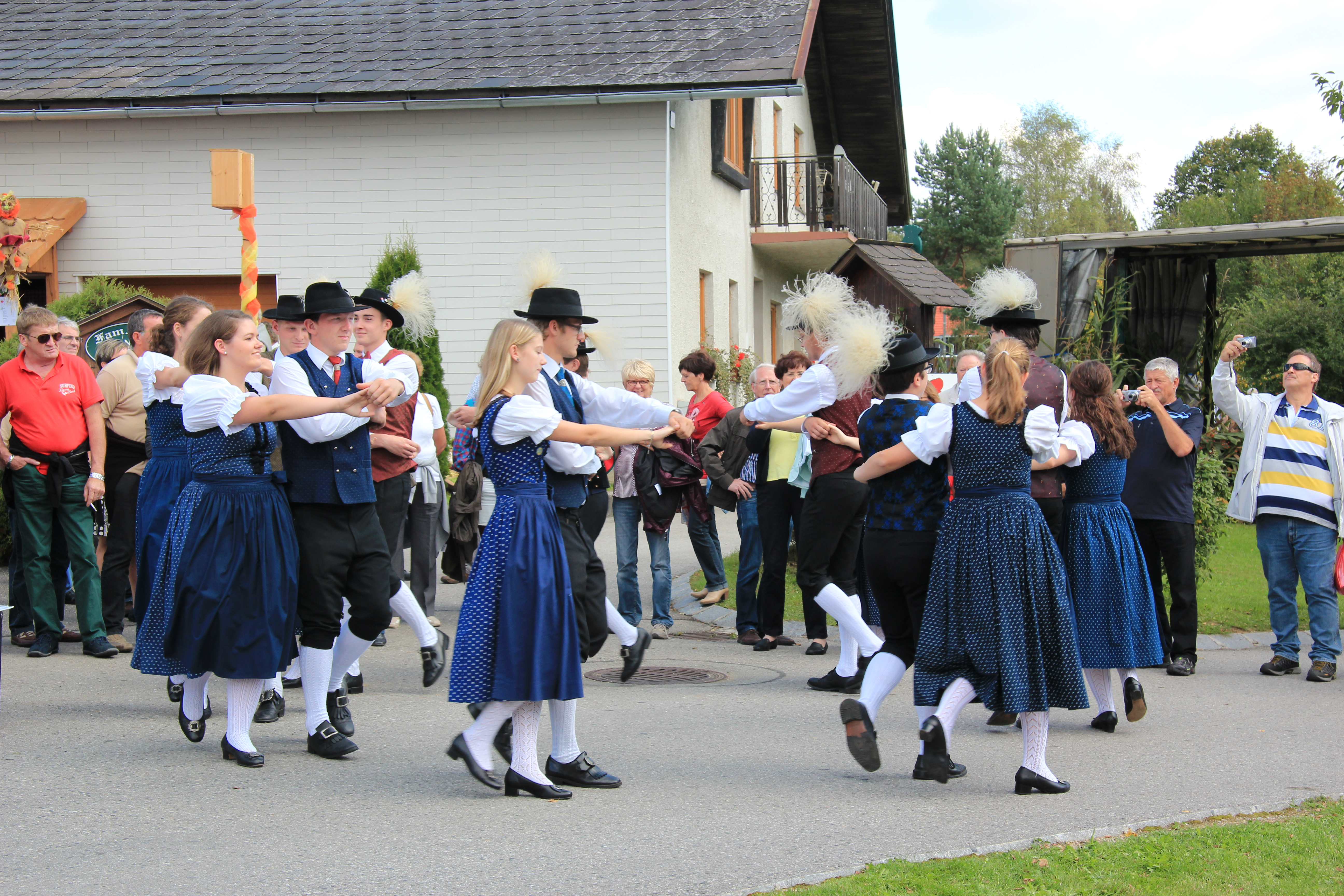
Народный костюм Нижней Австрии

Одежда горцев и жителей равнин существенно различалась. С 1920-х годов для мужского австрийского народного костюма стало характерно сочетание серого и зелёного цвета (серый — основная поверхность, зелёный — вышивка, обшлага, подкладка) на севере и красного и зелёного на юге. Также в равнинных областях Австрии носили узкие и длинные штаны и более длинные сюртуки, мужчины здесь чаще носили сапоги, а не туфли.
Основой австрийского женского народного костюма служили кофта, корсаж, юбка и фартук, различавшиеся в зависимости от местности. Горянки носили более короткие юбки и фартуки, нежели жительницы равнин.
Австрийский этнограф Франц Липп классифицирует две формы нательной одежды австрийском народном костюме: распашную и глухую.
Самые архаичные формы одежды сохранялись у австрийцев ещё в начале XX века, так, дорожные рабочие и сторожи виноградников носили плащи, сплетённые из травы. Другим примером архаичной одежды может служить котцен. Дольше всего предметы одежды древнего происхождения сохранялись в Форарльберге и Каринтии.

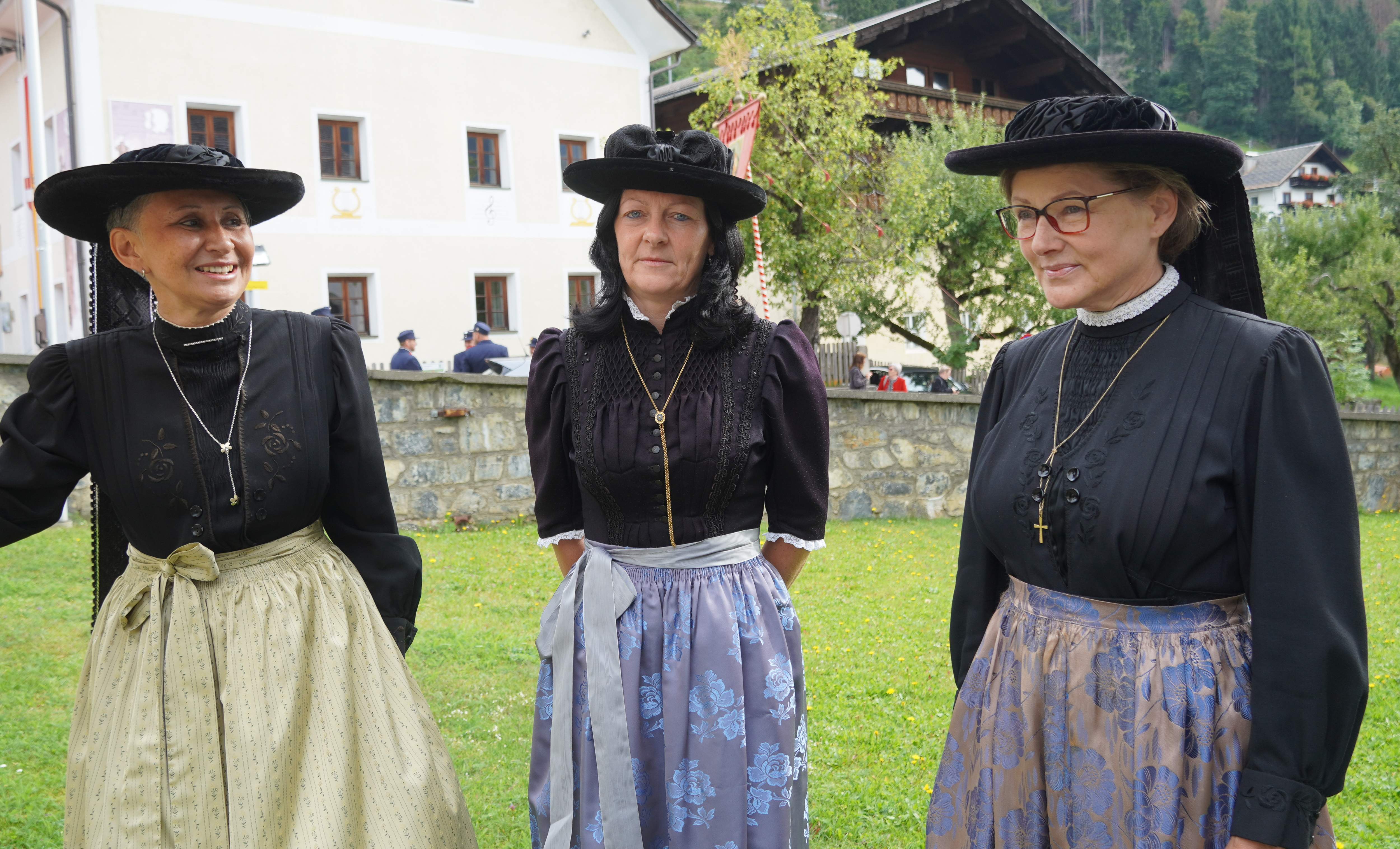
Женский костюм коммуны Лезахталь (Каринтия)

Одним из самых известных вариантов народного костюма Австрии является тирольский трахт. Для него, как и для баварского, характерны ледерхозе на подтяжках (в XIX веке ледерхозе также опоясывались широким кожаным ремнём (нем. Bauchranzen), служивший своего рода кошельком), как правило, чёрного цвета, украшавшиеся цветной вышивкой. Также в мужской тирольский костюм входят белая рубаха с отложным воротником и жилет, с конца XIX века укоренились сюртук и куртка. В XIX веке носили красную суконную безрукавку, сшитую с одной стороны на боку и на плече и с застежкой на другом плече. На голове носят шляпу, на севере области у неё высокая цилиндрическая тулья и небольшие поля, в то время как на юге шляпы широкополые и с остроконечной тульёй. Основным украшением шляп являются перья птиц. Обувью служат кожаные туфли, мужчины носят гетры, закрывающие ногу от колен до лодыжек.
В Нижней Австрии дровосеки для защиты от дождя носили плащ-веттерфлек (нем. Wetterfleck), не сшитый по бокам, и представляющий собой два куска материи со швами спереди и сзади (таким образом, плащ закрывает спину) и с узким отверстием для головы. Его могли стягивать поясом на талии, а благодаря тому, что задний отрез зачастую был шире, он при сшивании образовывал своего рода кулёк, прикрывавший вещи, носившиеся на спине. Веттерфлек был в ходу ещё в середине XX в., им также пользовались туристы.
В Каринтии в XIX веке среди крестьянок бытовала рубаха на лямках (бав. Gredlpfoat, нем. и бав. Schlucke), в конце столетия её верх шился из более тонкого полотна, а низ — из более грубого. Поверх одевали короткую распашную одежду (бав. Buasnpfoat) с широкими рукавами (схожий предмет одежды был известен и у словаков (словац. rubáš)), и глухое платье с длинными рукавами либо же корсаж и юбку.
Своей самобытностью обладает трахт Бургенланда, по-видимому, сложившийся под влиянием венгерского и хорватского народного костюмов. Мужской бургенландский костюм состоит из белой рубахи с отложным воротом и широкими рукавами, заправлявшейся в синие узкие штаны (нем. Schariwari), украшенные вышивкой. В холодную погоду надевали меховые короткие накидки, иногда с рукавами, прикрепленными на левом плече, и меховые шапки типа кубанок. Обувью служили высокие сапоги (нем. Tschismen) со швами по бокам. Летом же рубаху носили навыпуск с широкими и длинными полотняными штанами, на голове носили соломенную шляпу. В дождь мужчины носили чёрный плащ с большим круглым воротом. В некоторых районах Бургенланда также были известны разновидности женских рубах на лямках.

### Швейцария

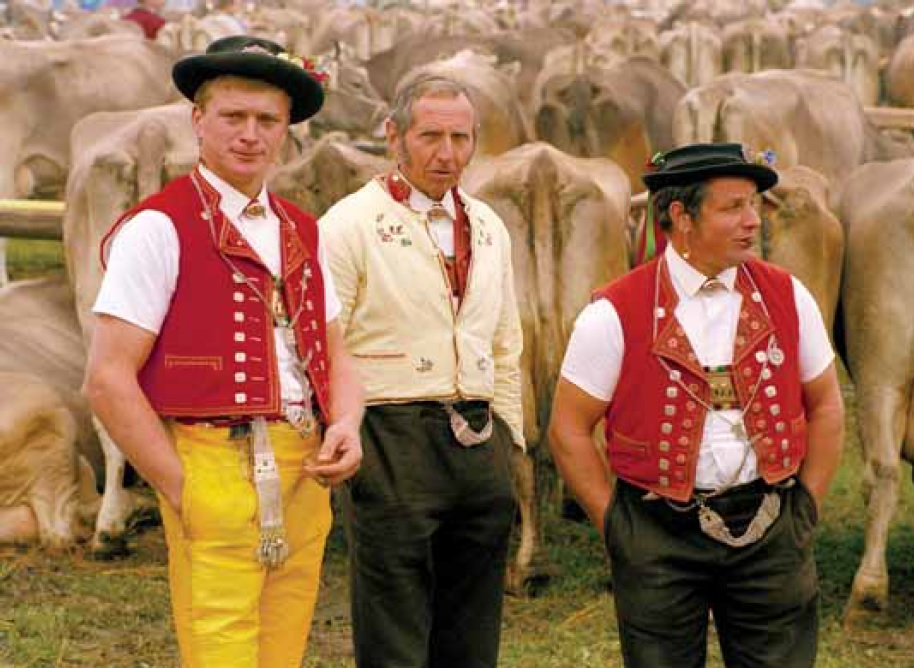
Мужской народный костюм Тоггенбурга (кантон Санкт-Галлен)

Мужской швейцарский трахт состоял из белой полотняной рубахи с отложным воротником, штанов, державшихся на подтяжках; жилета и более-менее длинной куртки, чей покрой мог изменяться в зависимости от моды. Ещё во второй половине XIX века почти повсеместно носили короткие штаны, доходившие чуть ниже колена. Головные уборы были разнообразны — тюбетейки, соломенные и фетровые шляпы, вязаные колпаки. Основные элементы швейцарского женского костюма XVIII-XIX вв. аналогичны тем же, что и в других центральноевропейских странах: юбка (нем. и алем. нем. Wifling), корсаж (нем. и алем. нем. Mieder), кофта с короткими (до локтя) или длинными рукавами и фартук. Юбка могла быть плиссированной, со множеством мелких складок, лишь та часть юбки, прикрытая передником, была гладкой. До середины XIX в. юбку и фартук шили из полотна. Праздничная швейцарская народная одежда шилась из шёлка и бархата. Из украшений одежды были наиболее распространены кружева и вышивка. Преобладающий орнамент в вышивке — растительный, зачастую изображался эдельвейс. Знатные крестьянки украшали свою одежду золотным шитьём. Среди украшений до сих пор распространены разнообразные цепочки, в частности, серебряные. Обувью служили кожаные башмаки с пряжкой, также ещё в XX веке сохранялись деревянные башмаки, обувь с деревянной подошвой (с ремешками; зимой — с фетровым верхом). Также из традиционной обуви можно отметить т.н. штрошу (нем. Strohschuh) — плетёные из соломы башмаки с тканой подошвой, по устройству во многом схожие с русскими лаптями. Подобная плетёная обувь также была известна и в немецком Шварцвальде.
Среди горцев-мужчин до середины XIX века была распространена архаичная верхняя одежда «хиртхемли» (нем. и алем. нем. Hirthemli — «пастушеская рубаха»), представлявшая собой белую полотняную рубаху-блузу туникообразного покроя с круглым воротом, небольшим и узким разрезом на груди, и с капюшоном, закрывающая тело до колен. Порой её подпоясывали кожаным ремнём. Ещё в середине XX века хиртхемли носили при уборке сена. Предположительно, хиртхемли является отголоском нательной одежды, носившейся и мужчинами, и женщинами. В середине XIX века из Франции была заимствована синяя полотняная блуза (нем. и алем. нем. Burgunder) с круглым воротом и застежкой на одном плече, носившаяся в качестве рабочей одежды. Изначально блуза носилась лишь бернцами, но впоследствии распространилась по всей Швейцарии, где её носили и селяне и горожане.
Самым узнаваемым среди швейцарских трахтов является традиционный мужской костюм бывшего кантона Аппенцелль (ныне занимаемого полукантонами Аппенцелль-Аусерроден и Аппенцелль-Иннерроден), в частности, одежда пастухов-зеннов из Аппенцелль-Иннеродена. Он состоит из рубахи, красного жилета и чёрных или жёлтых штанов, головной убор — красная кожаная тюбетейка или чёрная фетровая шляпа, украшенная лентами или цветами. Лацканы жилета украшаются затейливой разноцветной вышивкой и блестящими металлическими накладками, подтяжки брюк украшаются гравировкой. Женский аппенцелльский костюм состоит из белой блузки и чёрной юбки. Женским головным убором в Аппенцелле служили облегающие чепцы, к которым прикрепляли веерообразные «крылья» из чёрных и белых кружев.
Схожим с аппенцелльским является мужской трахт Тоггенбурга.

### Россия

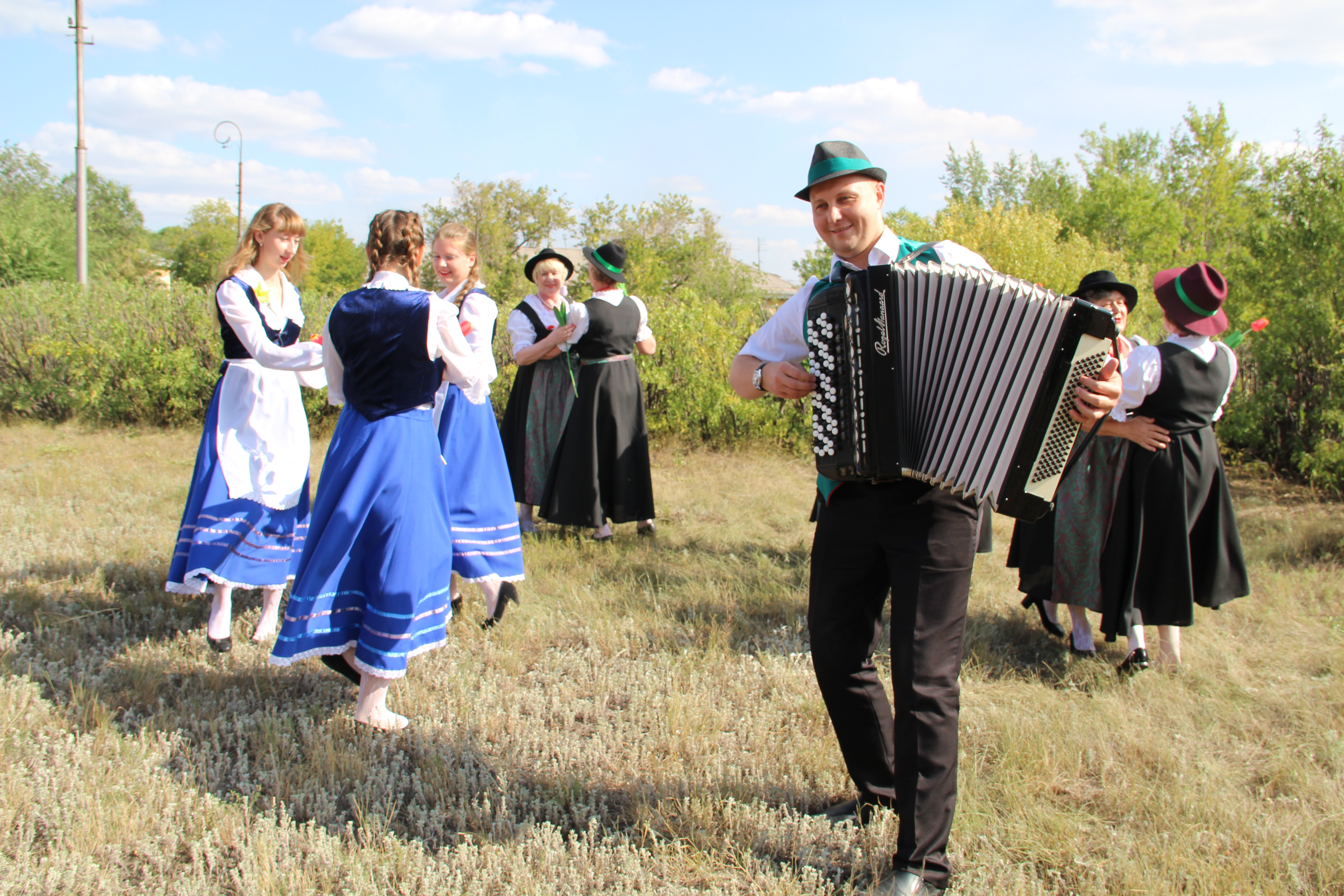
Участники народного ансамбля русских немцев «Эдельштайн» в трахте

Переселенцы из Германии, осевшие в течение XVIII века на территории России, преимущественно на Волге, представляли собой неоднородную массу: приезжали выходцы из Гессена, Пфальца, Шлезвиг-Гольштейна, Бадена, Вюртемберга, Вестфалии, Нижней Саксонии, Баварии, а также из немецкоязычных частей Швейцарии и диаспоры во Франции и Нидерландах. Наибольшее влияние на костюм поволжских немцев оказал костюм Гессена второй половины XVIII века, а также Вюртемерга. Основу мужского поволжского трахта составил трахт Вюртемберга.
Условно можно выделить три периода развития трахта поволжских немцев:
1. 1760-1860-е гг.;
2. 1860-1890-е гг.;
3. рубеж XIX-XX вв., до 1920-х гг.

На первом этапе в одежде наиболее ярко выражены немецкие национальные традиции, но помимо этого, происходят небольшие заимствования от одежды русских крестьян. На втором этапе окончательно формируются черты, характерные собственно для поволжских немцев и соответственно отхождение немецких национальных традиций на второй план, кроме того, начинает влиять городская одежда. На третьем этапе происходит исчезновение народного костюма и полное восприятие городской, общеевропейской одежды.

#### Середина XVIII-XIX вв.

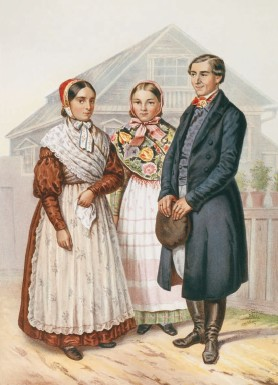
Немцы-колонисты, иллюстрация из «Этнографического описания народов России» (1862 г.)

Основная гамма мужского трахта была тёмной: преобладали черный, коричневый, синий, серый и зелёный. Женский же был гораздо более красочным и многовариантным.
В основе мужского костюма лежала рубаха (нем. Hemd, Hemt, Hemp) с длинными втачными рукавами на манжетах, присборенными у оката и запястья, а также с отложным воротом, завязывавшимся на тесёмку (которая продевалась сквозь два симметричных отверстия у основания ворота), и неглубоким вырезом на груди. Рубаха изначально была белая, но в 1820-1830-е гг. распространяются цветные однотонные рубахи. Рубаха как и заправлялась в штаны, так и носилась навыпуск в качестве блузы-кителя (нем. Kittel). В прохладную погоду также надевали нижнюю рубаху прямого покроя и без ворота, изготовлявшуюся из льна. Штаны существовали в двух вариантах — в виде бриджей/кюлот (нем. Kneehosen), либо в виде классических длинных брюк, распространившихся во всех колониях в 1820-1830-х годах. С первыми носились белые или тёмные чулки и кожаные башмаки, а вторые заправлялись в сапоги. В тёплую погоду по будням колонисты ходили босиком. Поверх рубахи надевали короткий одно- или двубортный жилет (нем. Weste, данное название распространилось среди поволжских немцев лишь в конце XVIII-начале XIX века; в некоторых колониях сохранялось древнее название безрукавки — нем. Brusttuch, Brustche), застёгивавшийся на пуговицы: металлические, деревянные, реже костяные. Однобортные жилеты чаще носили в нагорных поволжских колониях, а двубортные — в Заволжье. В прохладную погоду поверх жилета носилась куртка (нем. Rock, Wams, Wamst). На смену куртке с 1830-1840-х гг. приходит пиджак, впрочем долгое время сохранявший название уже вышедшей из обихода куртки. Лишь к началу XX века слово «пиджак» окончательно закрепилось за этим предметом одежды, интересно, что немцы, как и русские, «коверкали» название пиджака: нем. Pinschak (ср. рус. (с)пинжак), в селе Мюльберг Саратовской губернии (ныне Щербатовка в Волгоградской области) — нем. Bauernpidschak. В торжественных случаях поверх рубахи и жилета надевали долгополый сюртук (нем. Faltenrock, Faldenrock) с облегающей верхней частью. В середине XIX века он исчезает из обихода, однако в самарском селе Швед (ныне село Ленинское Энгельсского района Саратовской области) его иногда надевали старики. Ввиду более холодного континентального климата лёгкие пальто (нем. Paleto) и сюртуки в качестве верхней одежды довольно быстро были заменены тулупами и полушубками (нем. Tulupe, Pelze), в дорогу поверх полушубков надевали длинный тулуп. Праздничной верхней одеждой служил долгополый халатообразный кафтан (нем. Kaftan, Chalat) из домотканины; к 1830-1840-х годам кафтан стал мало отличаться от русского (особенно напоминая чапан — одну из его разновидностей). На голове носили фетровые шляпы с мягкими полями, а на шею повязывали бумажный платок. Были известны и высокополые шляпы, в том числе и цилиндры. Зимой на голове носили суконные на вате и валяные шапки (нем. Kappe), обладавшие небольшим отворотом, на шею повязывали шарф.
Повседневная рабочая одежда шилась из домотканого холста или льняного полотна, а нижнее бельё — только из льна. Одежда для полевых работ состояла из кителя с воротником-стойкой и прямых длинных штанов. Один из экземпляров такого костюма хранится в Российском этнографическом музее в Санкт-Петербурге. На голове во время полевых работ носили соломенные шляпы, впервые появившиеся в колониях Екатериненштадской и Панинской волостей Самарской губернии, и впоследствии распространившиеся не только среди немцев, но и проникли к русским. На работу носили изношенные башмаки или поршни, изготовлявшиеся из одного куска кожи, зачастую ходили босиком.
В женской одежде в первое десятилетие колонизации отчётливо выделяется немецкий характер одежды.
Женская рубаха по покрою ничем не отличалась от распространённых в то время в Западной Европе. Она изготовлялась из полотна, была белого цвета, на вороте, плечах и манжетах длинных рукавов обладала сборками. Поверх рубахи надевали две-три нижние юбки (в зависимости от погоды) из льна, конопли или шерсти, а поверх них — верхнюю (нем. Rock), бумажную, атласную или бумазейную. Для изготовления юбок предпочитались однотонные или полосатые ткани. Верхняя юбка, во многом аналогичная таковой в гессенском и вюртембергском трахте, была темно-синей или черной в узкую бело-красную полоску. Традиционные верхние юбки сохранятся в одежде поволжских немок до конца 1930-х годов. Поверх юбки повязывался передник (нем. Schürze, Scharze, Schärze, Schierze, Schörze), изготовлявшийся из одного или двух прямых полотнищ, собранных легкими складками по линии талии, пояс переходил в завязки. Повседневный был разнообразных расцветок, изготовлялся из хлопчатобумажных тканей. Праздничный же изготовлялся из батиста или белоснежной кисеи с тканым рисунком, состоя непременно из одного полотнища, он полностью доходил до подола юбки. Нагрудной одеждой был корсаж (нем. Leibchen, Mieder, Brustche), в источниках XIX века называвшийся «душегреей», «корсеткой», «жилетиком», «спенсером» и т.д. В основу корсажа поволжских немок лёг гессенский корсаж. Первоначально он обладал длинными рукавами и функционально играл роль жакета, но впоследствии рукава утратились. У состоятельных колонисток праздничные корсажи изготовлялись из дорогой плотной парчи, сукна, возможно, бархата и  атласа. Первоначально корсаж обладал запа́хом своеобразной формы и застёжкой на пуговицы. Впоследствии ему на смену пришла шнуровка. Поверх корсажа на плечи накидывалась шаль (нем. Brusttuch), концы которой затыкались за корсаж, вовнутрь и закреплялись на груди булавкой. На голове носили чепцы (нем. Haube), облегавшие голову. Повседневные чепцы шились из коленкора, бязи, батиста, сатина, а также более тяжёлых тканей вроде парчи, бархата или сукна. Бытовало два фасона чепцов: первый закрывал всю поверхность головы, а второй (наиболее распространённый у поздних переселенок-меннониток) — только затылочную часть. Русские крестьяне посмеивались над вторым фасонов чепцов, сравнивая их с яичными скорлупками.

#### Середина-конец XIX вв.

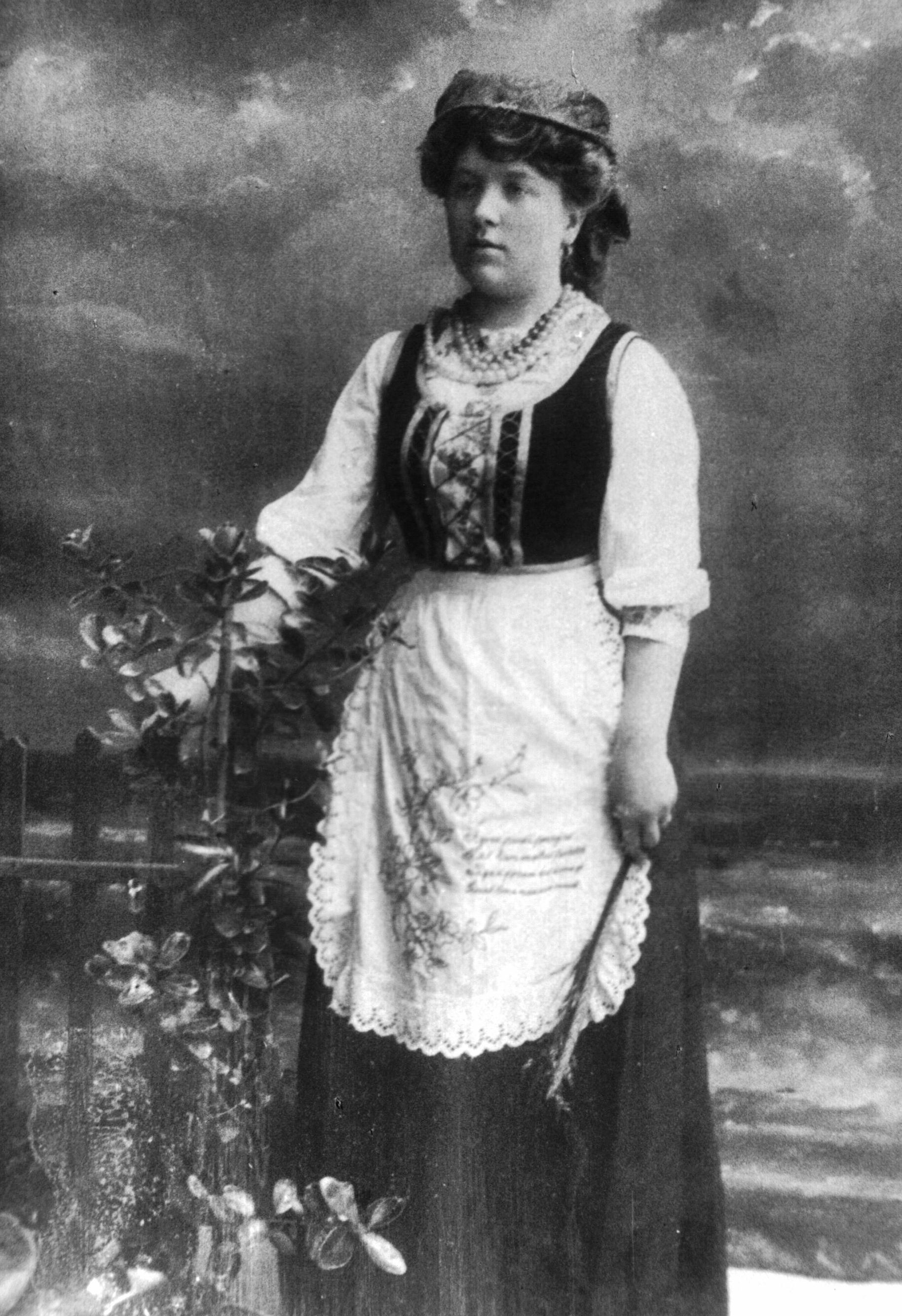
Немка-колонистка в народном костюме, колония Хеленендорф (ныне Гёйгёль), Азербайджан, ок. 1920 г.

Мужская одежда структурно в основном сохранила основные элементы прошлых лет, однако их форма и названия изменялись. Мужские рубахи (особенно у молодёжи) стали ещё более яркими ввиду распространения в 1850-1870-х гг. ярких ситцев и сатинов. Отложной воротник в повседневных рубахах уступил место прямому и косому воротам, не требующим большого мастерства при шитье; но сохранился в праздничных. Шейный плат вышел из употребления, но в торжественных и официальных случаях с классической рубахой надевают тёмный галстук (нем. Halstuch) фабричного производства. Брюки по покрою не изменились, лишь штанины стали немного уже. Жилет и вовсе не претерпел изменений. Тулупы (нем. Falten, Faltenpelze, Faldenpelze) укоротились, став более изящными. Отрезные по талии, они обладали сборками сзади, в сёлах Новоузенского уезда Самарской губернии они часто украшались вышивкой разноцветной тесьмой (вдоль прорезных карманов, застежки, на обшлагах). Украшением одежды женихов был шлюп (нем. Schlup) — украшение в виде атласного банта с длинными концами (до двух метров), в центре которого располагался небольшой букетик цветов, изготовлявшийся в той же технике, что и венок невесты
Значительные изменения претерпел женский костюм. С 1860-х годов в гардеробе появляются короткие кофты (нем. Koftche, Hofta), к 1880-м годам ставшие общераспространёнными в колониях. Интересно, что во многих местах за рядом фасонов кофт закрепились «русские» названия — так, в селе Визенмиллер Новоузенского уезда (ныне село Луговское Ровенского района Саратовской области) свободную женскую кофту называли «напрасна», стёганую кофту на вате и также свободную — «шабаш» (такая кофта была демисезонной); а во многих немецких сёлах Новоузенского уезда (например, в селе Куккус, ныне Приволжское) и Саратовской губернии короткие, до талии кофточки называли «прасна». Рубахи же отличались по используемому материалу: девушки и молодые женщины изготовляли из льняного или хлопчатобумажного полотна, а старухи — из более грубых тканей. Кроме того, в обиходе молодых женщин уже тогда были рубахи на узких бретелях. Верхние рубахи прежде всего сохранялись в удалённых от городов колониях в качестве праздничной одежды, прежде всего свадебной, поверх которых продолжали носить корсаж.
Фетровые шляпы и цилиндры были вытеснены суконными картузами (зимние были на подкладке). В романе «В лесах» (1871-1874) писателя и этнографа Павла Мельникова-Печерского, устами двух персонажей (шляпника Ивана Григорьича и удельного головы Михаила Васильевича) высказывается версия, что именно от поволжских немцев картуз позаимствовали русские-волгари, а затем проник в быт русских крестьян по всей России. В поле, помимо соломенных шляп, стали носить и соломенные картузы. Зимой, помимо картузов, носили валяные шапки с небольшим отворотом (нем. Fillhutt, Fillkappe), ушанки (нем. Fliegelkappe, Kappe mit Fliegel), шляпы с отворотом из мерлушки или лохматой вязанки, имитирующей каракуль.
С конца 1870-х годов в женском, и с 1880-х годов в мужском гардеробе появляется валяная обувь — валенки (нем. Fillstiefel) и низкие башмаки вроде чувяк (нем. Fillschue).

#### Конец XIX-начало XX века
К этому времени какие-либо отличия, выдававшие одежду немцев от остальных народов Поволжья, нивелировались. Одежде мужчин-крестьян из поволжских немцев мало чем отличалась от городских рабочих и ремесленников. Появляется новый, «городской» фасон кафтана — нем. Karotzker. В качестве альтернативы полушубкам как верхней одежде появились стёганые ватные полупальто (нем. Halbpaleto). Помимо ушанок, из зимних головных уборов носили меховые шапки (нем. Schafpelzekappe) с отворотами, наиболее состоятельные колонисты, например, в селе Красный Яр, носили шапки из белого меха (нем. weisse Puddelkapp). Однако в Визенмиллере, согласно упоминаниям в архивных документах, стали носить башлыки. В это же время наиболее активно стали восприниматься элементы городской одежды. Особенно этот процесс усилился в советские годы: начиная с 1920-х в гардероб вошли толстовки, френчи, свободные блузы, манишки. До 1930-х годов молодые юноши в возрасте 12-14 лет в независимости от вероисповедания, в день своего первого причастия в жизни надевали строгий чёрный френч. Однако старики по праздникам и в официальные случаи даже в 1920-1930-е годы надевали старинный костюм. Женский же костюм несколько больше сохранял немецких черт: продолжали употребляться полосатые юбки, соломенные шляпы, старухи донашивали чепцы. В то же время к концу 1890-х годов рубаха окончательно становится предметом нижней одежды. Лишь по праздникам всё ещё надевали комплект рубахи и корсажа. Комплект кофты и юбки всё ещё употреблялся, однако кофты-прасны уже выходили из обихода. В прохладную погоду продолжали носить стёганые на вате кофты-фуфайки, в каждом селе имевшие своё название (нем. Geesch, Geeschche, Halbpaleto, Schwanzkoftche). Также из верхней одежды женщины носили вышеупомянутые полупальто (нем. Halbpaleto, Geesch, Geeschche).
Наиболее стойко традиции прослеживались в свадебной одежде. Женихи носили нарядную рубаху с отложным воротом, жилет, тёмные брюки и долгополый кафтан, к которому на левой или правой стороне груди прикреплялся шлюп. В костюме невесты неизменными оставались венок (восковые шарики в 1930-е годы заменяются на парафиновые) и украшения, в то же время появляются новые, городские фасоны платьев.

### Румыния
Особой самобытностью отличается народный костюм трансильванских саксов — потомков немецких переселенцев в Румынии, исторически проживавших в Трансильвании. Большое влияние на него оказала народная одежда румын и венгров.

### Франция

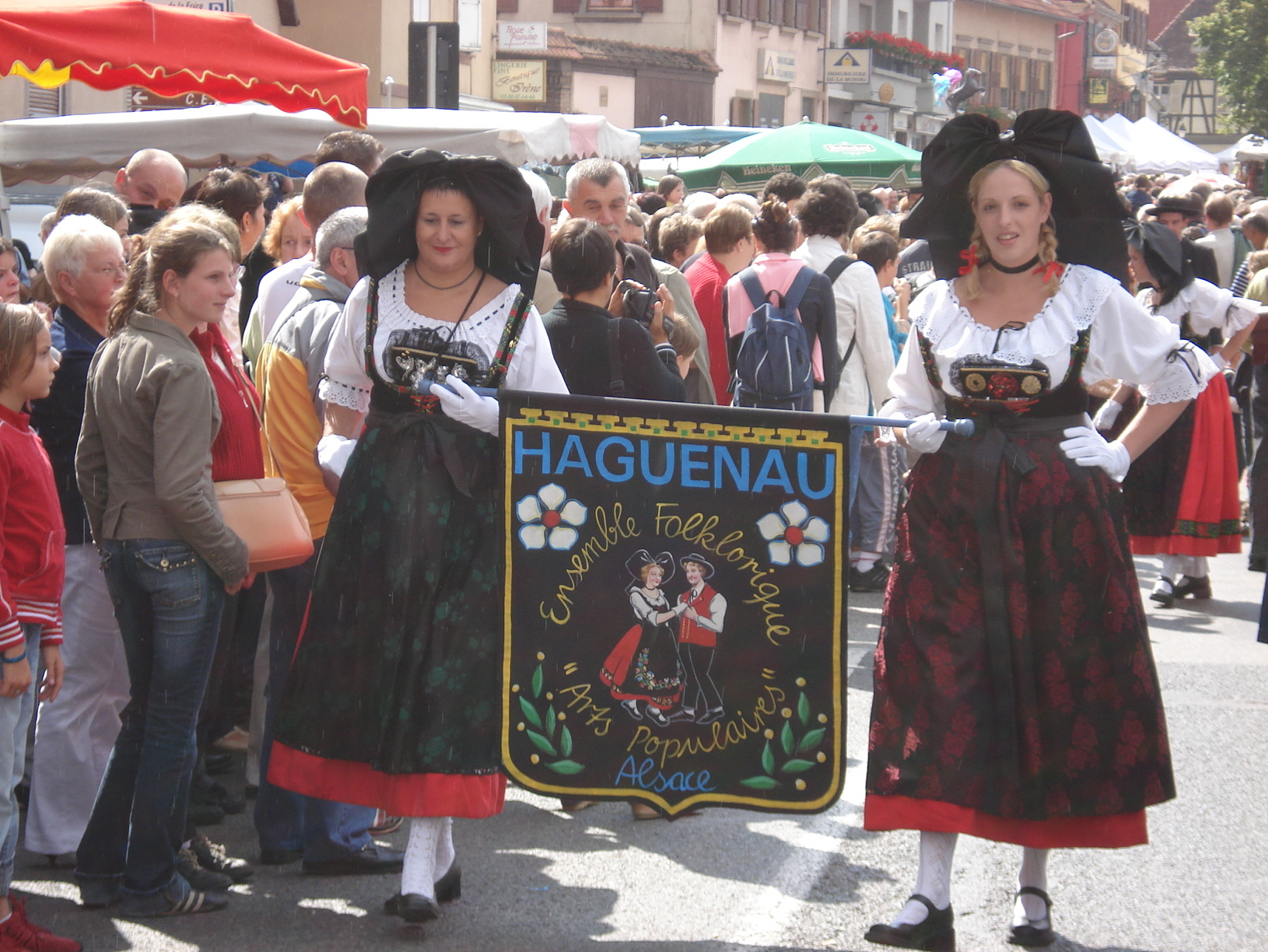
Женский народный костюм Хагенау (Агно), обратите внимание на банты

Различия в народном костюме эльзасских немцев присутствуют не только на региональном, но и на конфессиональном уровне. Традиционная одежда католиков более яркая, чем у протестантов. Кроме того, в культуре, традициях и обычаях эльзасцев присутствует заметное французское влияние.
Женский народный костюм Эльзаса состоял из белой кофты, чёрного бархатного корсажа на шнуровке (в который заправлялась кружевная фишю, при этом на плечи накидывали шаль с бахромой), юбки (красные у католичек и чёрные, зелёные и фиолетовые у протестанток) с пришитыми лентами по подолу и передника. С обувью носили белые чулки. Головной убор эльзасок в поселениях к западу от Страсбурга представлял собой небольшую облегающую шапочку, обладавшую большим бантом из широких лент (чёрных у протестанток, ярких (в частности, красных) у католичек). Первоначально банты были относительно небольшими, но к началу XX века достигли огромных размеров (распространена шутка, что банты росли вместе с патриотическими чувствами и национального достоинства эльзасцев). В это время для прочности внутрь бантов стали вставлять проволоку. Французские патриотки украшали свои банты розетками в цвета французского триколора. Эльзасский народный костюм активно использовался во французской и немецкой пропаганде XIX-начала XX в. ввиду непростой судьбы данной области и горячих споров о территориальной принадлежности (как и в самом Эльзасе, так и за его пределами), особенно усилившись во время Первой Мировой войны.
Мужской эльзасский костюм состоял из белой рубахи, красного жилета и штанов и короткой куртки тёмных цветов, например, чёрного. С обувью носили белые носки. Головным убором служили меховые шапки или чёрные шляпы. Мужской костюм обильно украшался золотыми пуговицами: по два ряда на куртке и жилете, три пуговицы у карманов брюк.

## Галерея
- Народные костюмы Германии и Австрии. Гравюры Альберта Кречмера[нем.] из книги «Deutsche Volkstrachten, Original-Zeichnungen mit erklärendem Text», 1887

Народные костюмы Германии и Австрии. Гравюры Кречмер, Альберт из книги «Deutsche Volkstrachten, Original-Zeichnungen mit erklärendem Text», 1887
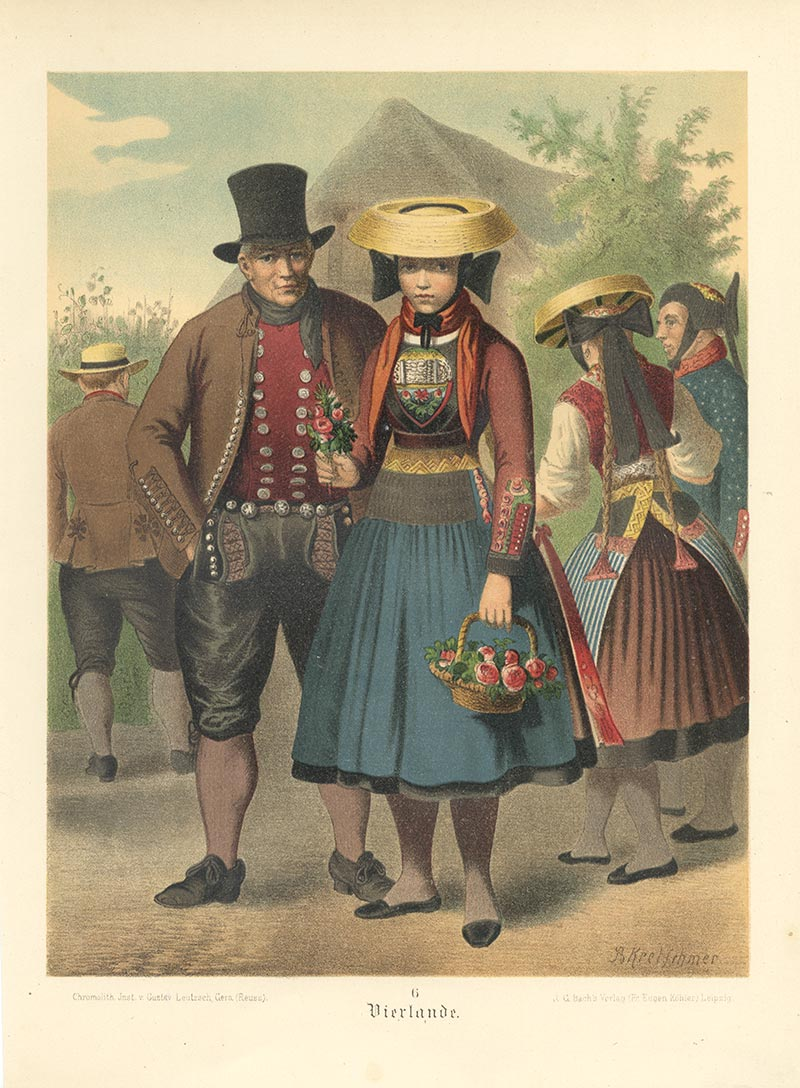
Фирланд — историческая область в окрестностях Гамбурга
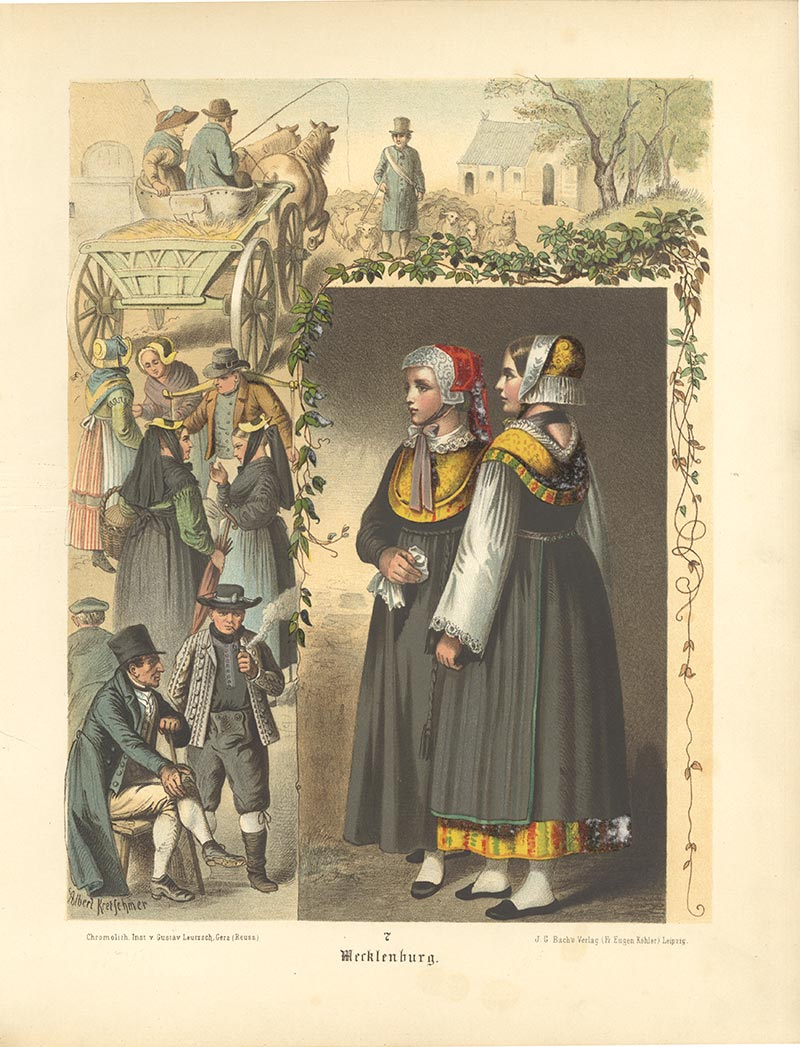
Мекленбург
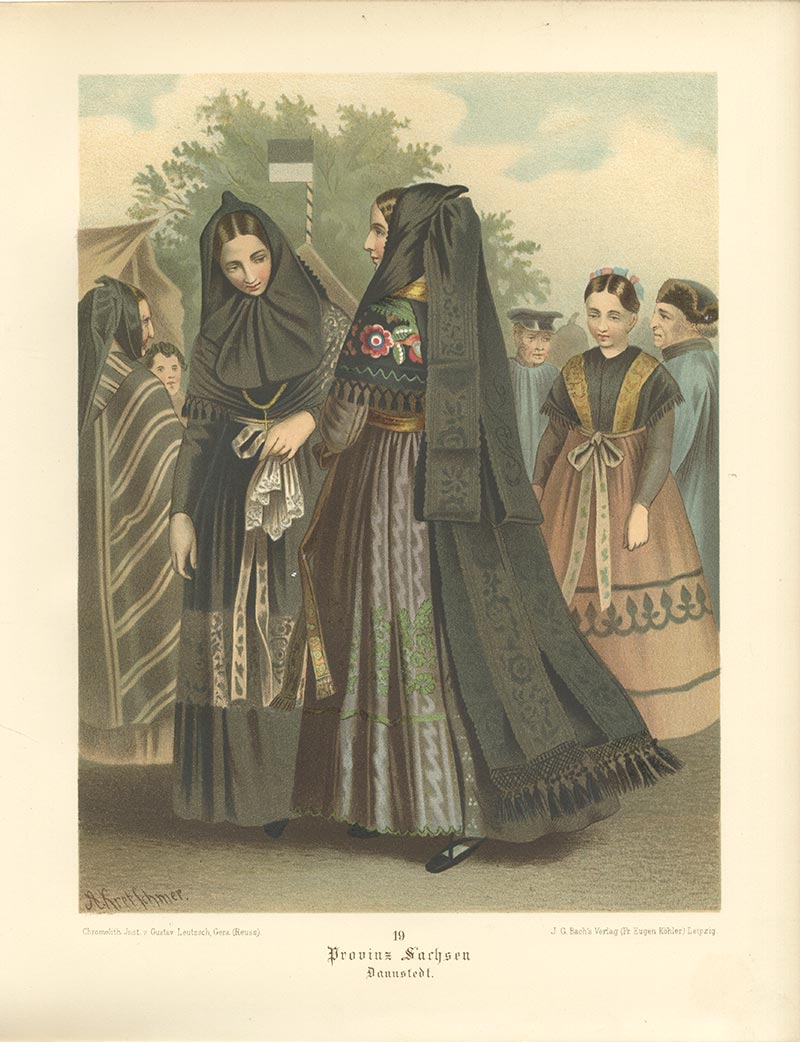
Данштедт (Саксония-Анхальт)
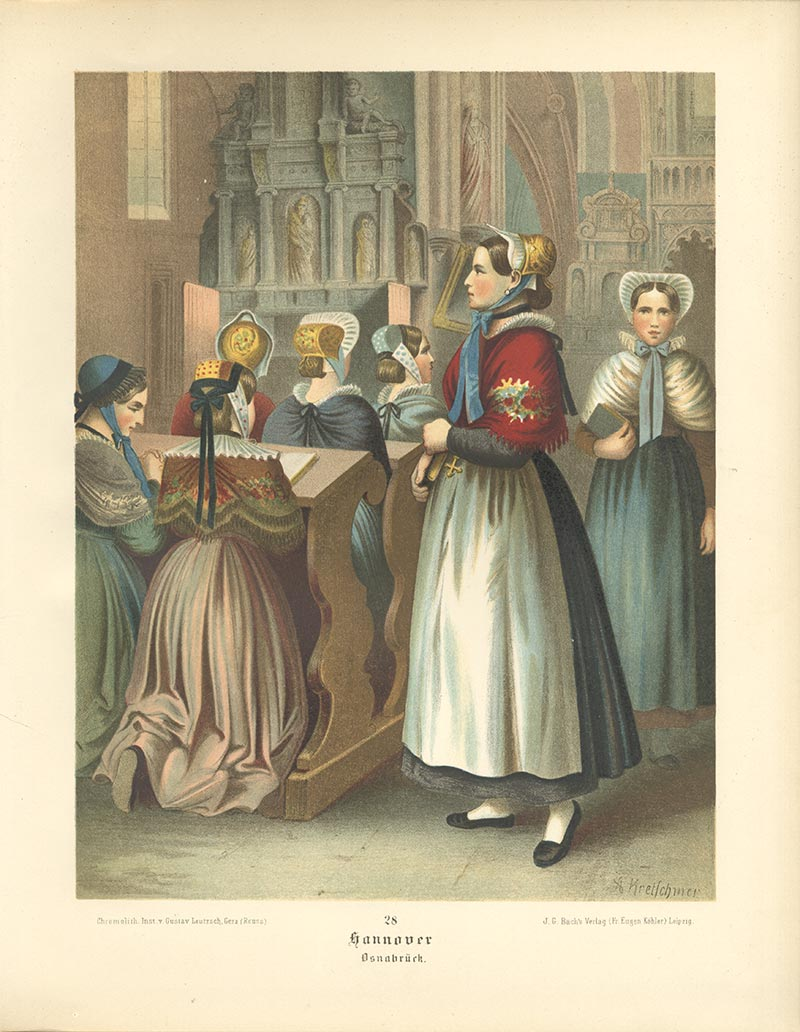
Оснабрюк (Нижняя Саксония)
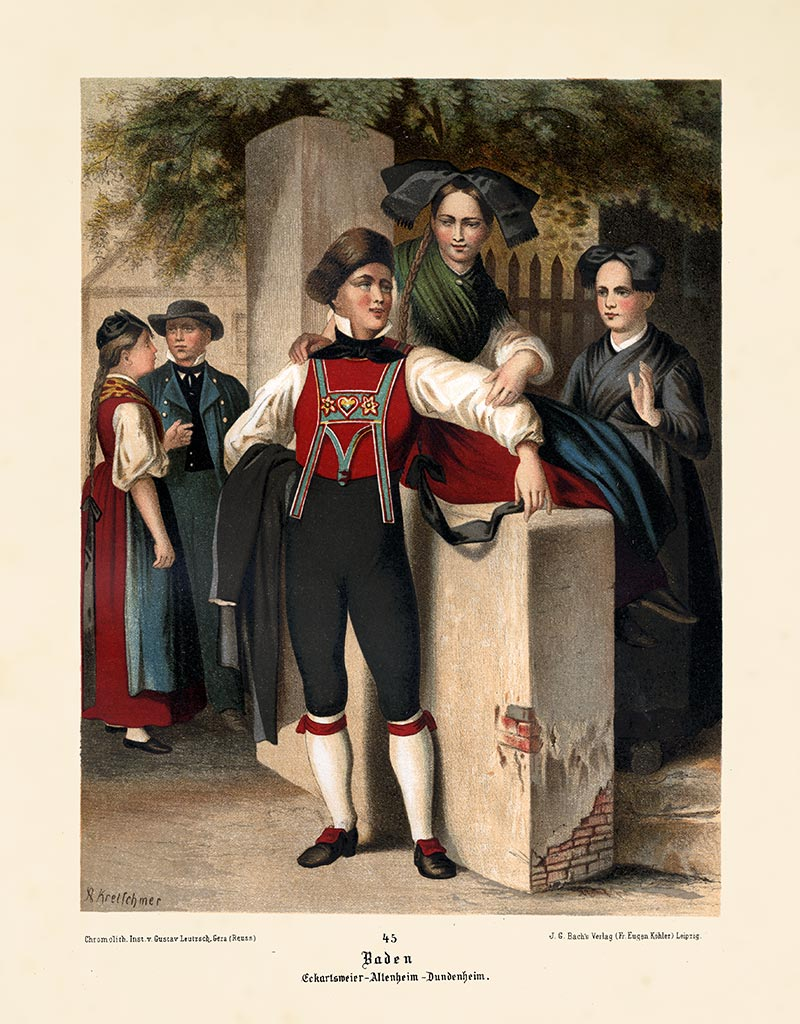
Баден
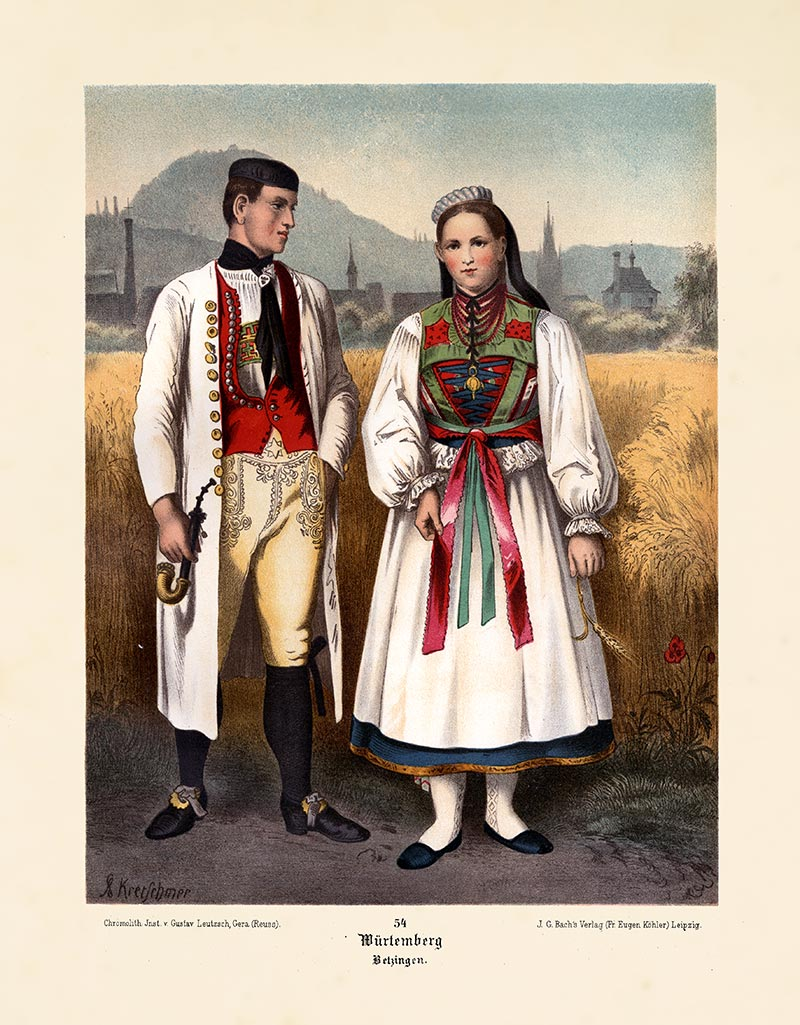
Бетцинген (Вюртемберг)
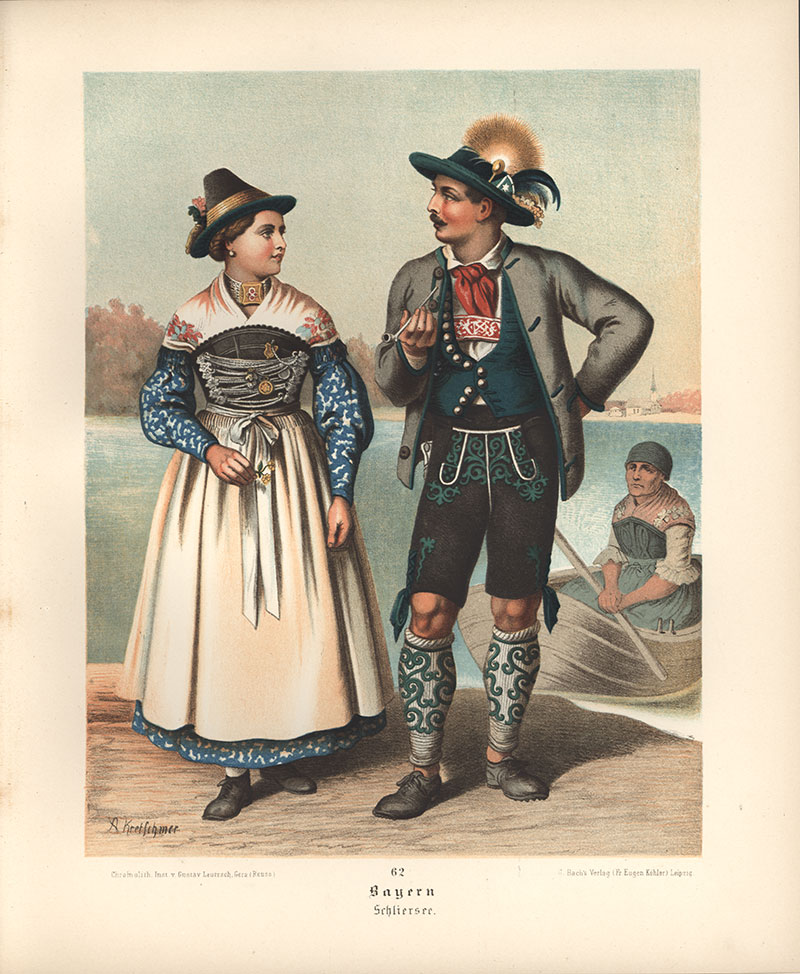
Шлирзее (Бавария)
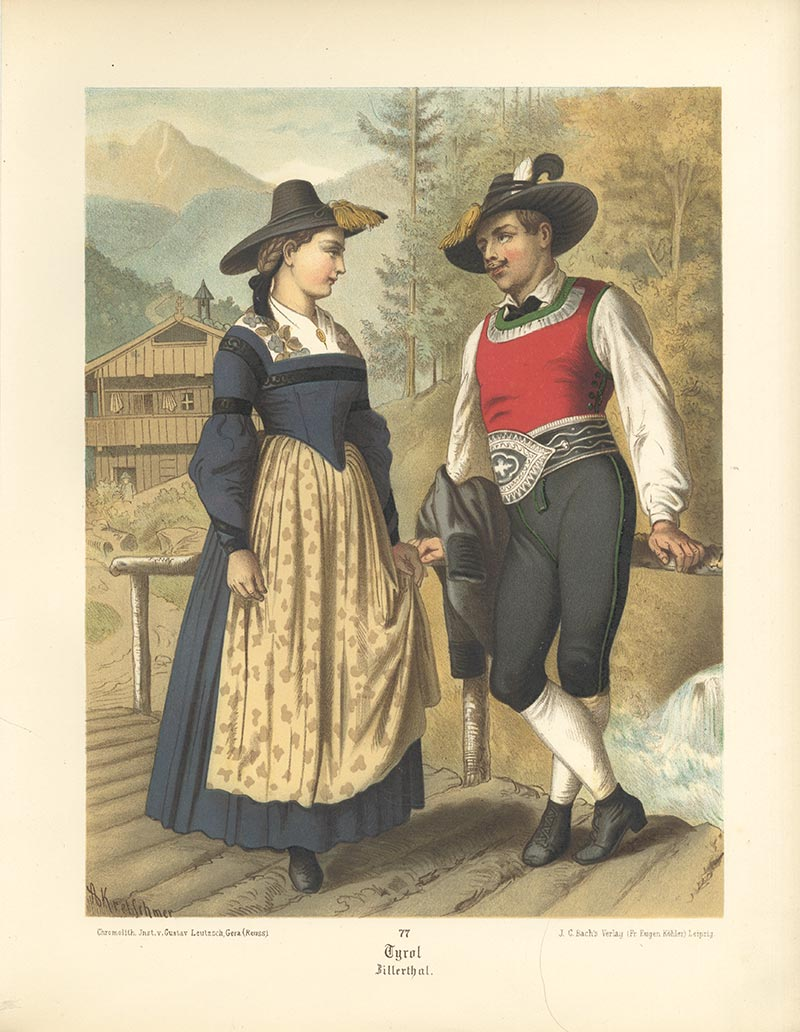
Циллерталь (Тироль)
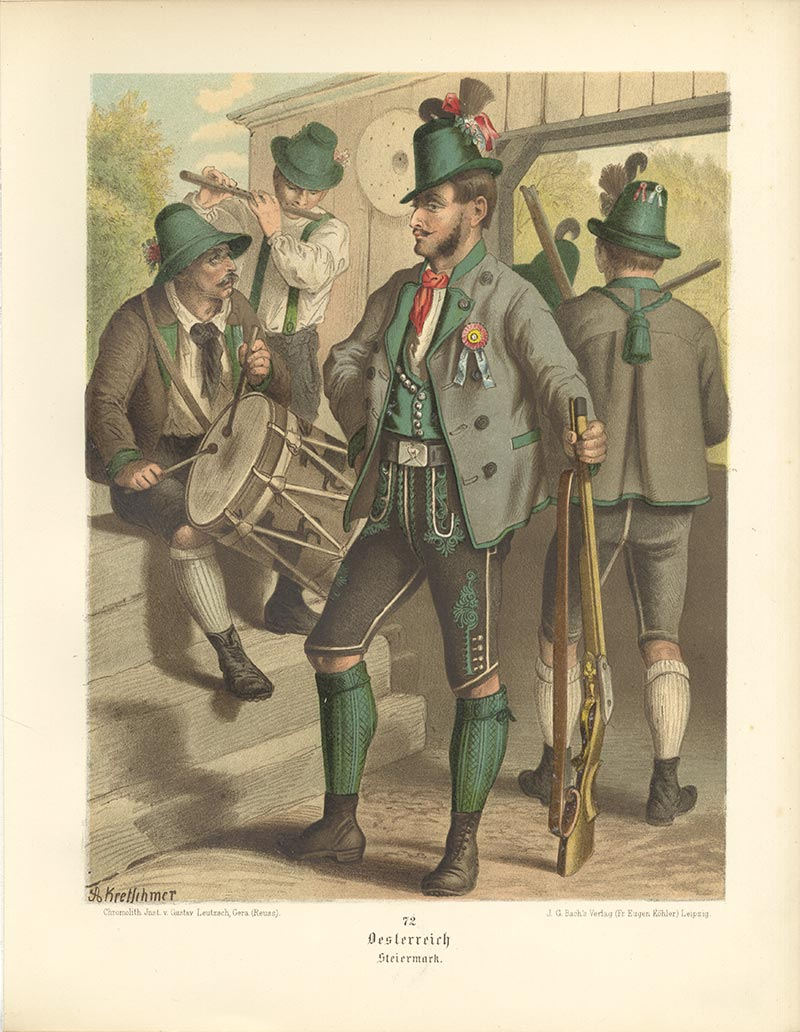
Штирия
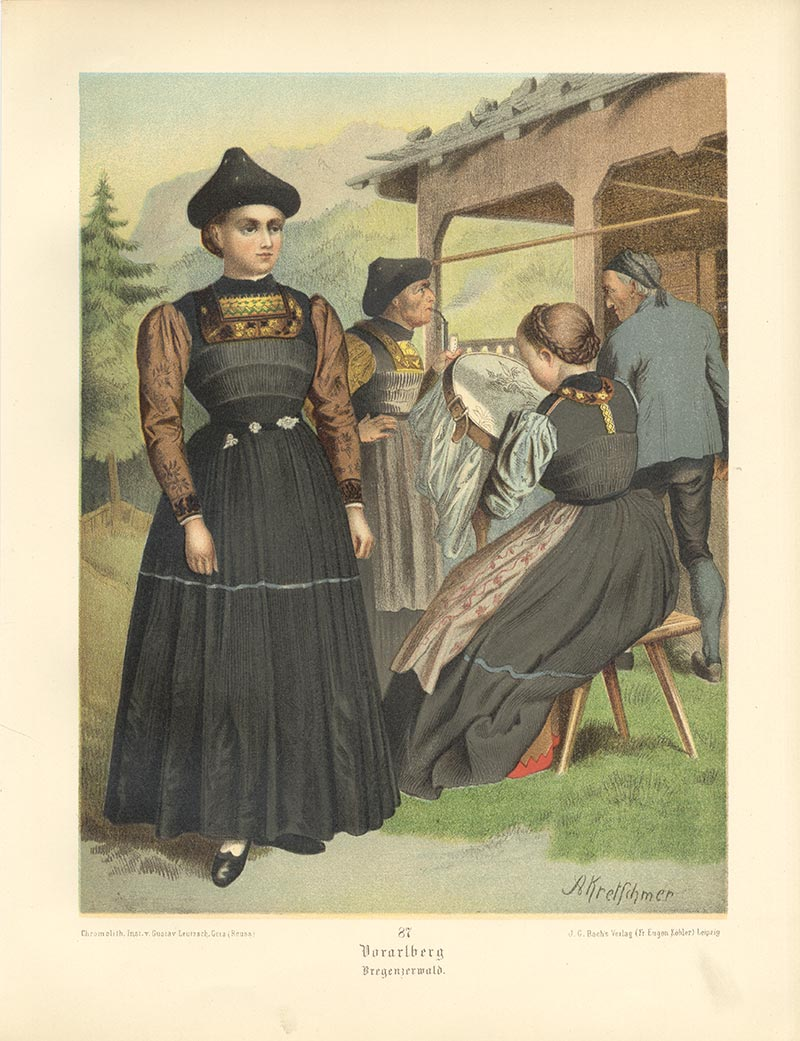
Брегенцский лес (Форарльберг)